# Palais municipal
Le Palais municipal (en serbe cyrillique : Градска палата ; en serbe latin : Gradska palata) est un édifice situé à Banja Luka, en Bosnie-Herzégovine. Il a été construit en 1931 et 1932 pour servir de siège à l'administration de la banovine du Vrbas, une division administrative du royaume de Yougoslavie. Il abrite aujourd'hui l'administration de municipale Banja Luka, notamment les bureaux du maire, le gouvernement et l'assemblée de la ville. Le bâtiment est inscrit sur la liste des monuments nationaux de Bosnie-Herzégovine.
Le Palais municipal a porté les noms de Gouvernement de la Banovine et de Gouvernement de la Ville.

## Histoire
La banovine du Vrbas a été créée en 1929, au moment où l'ancien royaume des Serbes, Croates et Slovènes devint le royaume de Yougoslavie. Le premier ban (gouverneur) de la province fut Svetislav Tisa Milosavljević, qui voulut construire des bâtiments prestigieux pour accueillir la nouvelle administration provinciale. Au début de 1931, il mit en place un concours diffusé par voie de presse, notamment dans les journaux Politika de Belgrade et  Narodno jedinstvo de Sarajevo, pour la construction de deux édifices, le Palais de la banovine (en serbe : Banski palat) et la Palais du ban (Banski dvor). Le concours fut remporté par les architectes belgradois Jovanka Bončić Katerinić, Anđelija Pavlović et Jovan Ž. Ranković. La construction du Palais municipal commença en mars 1931, en même temps que celle du Banski dvor, et l'édifice fut inauguré le 8 novembre 1932 ; il possédait 150 pièces destinées aux bureaux de l'administration provinciale.

## Architecture
Le Palais municipal mêle une architecture néoclassique et des éléments architecturaux traditionnels serbes.

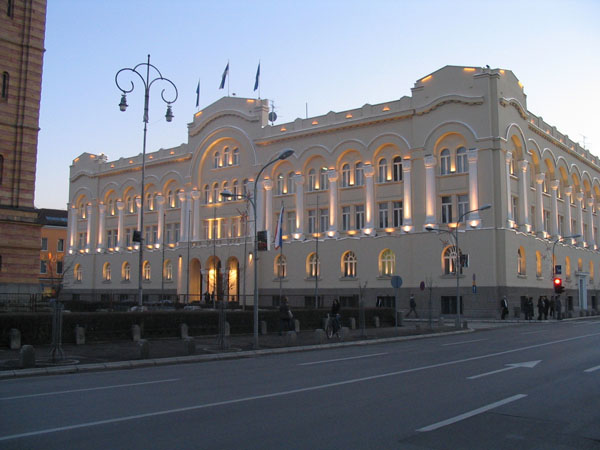
Le Palais municipal au crépuscule